# Dudulajce
Dudulajce (en serbe cyrillique : Дудулајце) est un village de Serbie situé dans la municipalité de Merošina, district de Nišava. Au recensement de 2011, il comptait 309 habitants.

## Démographie

### Évolution historique de la population
| 1948 | 1953 | 1961 | 1971 | 1981 | 1991 | 2002 | 2011 |
| ---- | ---- | ---- | ---- | ---- | ---- | ---- | ---- |
| 721  | 747  | 693  | 611  | 526  | 464  | 361  | 309  |

|  |